# Edevaldo de Freitas
Edevaldo de Freitas vagy Edevaldo (Campos dos Goytacazes, 1958. január 28. –) brazil válogatott labdarúgó.

## Pályafutása

### Klubcsapatban
Pályafutása során nagyon sok csapatban megfordult. 1979 és 1981 között a Fluminense együttesében játszott, melynek tagjaként 1980-ban megnyerte a Carioca (Rio de Janeiro állam) állami bajnokságot. 1981 és 1983 között az Internacional játékosa volt. 1983 és 1985 között a Vasco da Gama csapatát erősítette. 1985-ben Portugáliába igazolt az Portóhoz, ahol egy évet töltött és 1986-ban portugál bajnoki címet szerzett. 1986-ban hazatért Brazíliába a Botafogóhoz. 1987-ben a Náutico Capibaribe, 1987 és 1988 között a Bangu, 1988 és 1989 között a Vila Nova játékosa volt. Később szerepelt még az America-RJ (1989, 1991), a Pouso Alegre (1990), a Castelo FC (1991), az Izabelense (1992), a Portuguesa da Ilha (1993, 1995), a Muniz Freire (1994) és a Mesquita (1996–97) csapatában.

### A válogatottban
1980 és 1982 között 18 alkalommal szerepelt a brazil válogatottban és 1 gólt szerzett. Tagja volt az 1977-es ifjúsági világbajnokságon szereplő brazil U20-as válogatott keretének, illetve részt vett az 1980-as Mundialitón és az 1982-es világbajnokságon is.

## Sikerei, díjai

### Játékosként
Fluminense
- Carioca bajnok (1): 1980

FC Porto
- Portugál bajnok (1): 1985–86